# Абд аль-Вахид ар-Рашид
Абу Мухаммед ар-Рашид Абд аль-Вахид ибн аль-Мамун (или Абд аль-Вахид II, араб. أبو محمد الرشيد عبد الواحد بن المأمون‎, ум. 1242) — десятый халиф династии Альмохадов, правитель Марокко в 1232-1242 годах. 
Абд аль-Вахид стал преемником своего отца Абу Ала аль-Мамуна, который умер в походе против Яхья, который взял под контроль столицу Марракеш. Правление аль-Вахида ознаменовало начало завершающего этапа в распаде государства Альмохадов. Вытеснить Яхья из Марракеша он оказался не в состоянии, а эмир Тлемсена объявил о своей независимости в 1236  году, учредив династию Абдальвадидов (по примеру Хафсидов в Тунисе).
В 1242 году аль-Вахид приказал губернатору собрать силы для противодействия Абу Яхья ибн Абд аль-Хакку, основателю государства Маринидов, который захватил Фес. Однако в декабре того же года халиф погиб при невыясненных обстоятельствах в собственном дворце (по одним данным, утонул в бассейне, по другим — умер от падения с высоты). Его сменил брат, Али Абуль-Хасан ас-Саид.